# والتر دي فيكي
والتر دي فيكي (بالإيطالية: Walter De Vecchi)‏ هو لاعب كرة قدم ومدرب كرة قدم إيطالي في مركز الدفاع، ولد في 18 فبراير 1955 في ميلانو في إيطاليا. لعب مع إيه سي ميلان ونادي أسكولي ونادي بولونيا ونادي ريجيانا 1919 ونادي فاريسي ونادي مونزا ونادي نابولي.